# Ride of Passage
|  | Denne artikel er oprettet af botten PalnaBot ud fra en ekstern database. Den kan derfor have sproglige fejl eller mangler. Denne skabelon kan fjernes efter kontrol af indholdet. |

Ride of Passage er en animationsfilm instrueret af Christian Bøvring-Andersen efter manuskript af Eva Lee Wallberg.

## Handling
Indvielsesritualet i jungledrengen Tokis stamme er enkelt: Fang og nedlæg det størst mulige bytte - og smyk dig selv med dets afhuggede hoved. Men Tokis færd går ikke som planlagt.